# Arachis tuberosa
Arachis tuberosa är en ärtväxtart som beskrevs av George Bentham. Arachis tuberosa ingår i släktet jordnötter, och familjen ärtväxter. Inga underarter finns listade i Catalogue of Life.